# دافني مايو
دافني مايو (بالإنجليزية: Daphne Mayo)‏ هي نحّاتة أسترالية، ولدت في 1 أكتوبر 1895 في سيدني في أستراليا، وتوفيت في 31 يوليو 1982 في بريزبان في أستراليا.